# Santissimo Crocifisso della Ferratella
Santissimo Crocifisso della Ferratella era uma pequena capela devocional que ficava localizada onde hoje está a Piazza di Porta Metronia, no rione Celio de Roma. Era dedicada a Santa Cruz.

## História
Esta igreja ficava na antiga Via della Ferratella na esquina com a Piazza della Navicella. Na época, a passagem moderna através Muralha Aureliana ainda não existia e o Mapa de Nolli (1748) a mostra do lado sul da esquina.
O local já estava abandonado e arruinado no final do século XIX. O local exato da antiga igreja fica hoje no meio do cruzamento, entre o fim da Via di Navicella e o moderno portal norte perto da Porta Metronia (emparedada).